# Goceano
Il Goceano (letto Gocèano e chiamato Sa Costèra in sardo) è una subregione storica della Sardegna centro-settentrionale con un territorio stimato in 480 km² e una popolazione di ca. 10 000 abitanti. Il Goceano comprende il tratto del bacino superiore del fiume Tirso di fronte al quale si affaccia la catena montuosa che porta il medesimo nome, comprendente i rilievi montuosi monte Rasu (1259 m) e punta Masiennera (1157 m). Le principali risorse del territorio sono la cerealicoltura, praticata nel fondovalle, la pastorizia e lo sfruttamento forestale. I centri principali sono Bono, Benetutti e Nule. Anela risulta essere il borgo più antico della zona.
Gli altri paesi della regione sono Bultei, Esporlatu, Illorai, Burgos e Bottidda.
Fino al 1969 era attraversata dalla pittoresca ferrovia a scartamento ridotto Tirso-Chilivani: ancora oggi esistono gli edifici delle stazioni abbandonate, tra cui quella di Burgos-Esporlatu.

## Coronimo
Secondo Giovanni Francesco Fara, storico del XVI secolo, il Goceano, in latino Gothiani, probabilmente deve il suo nome ai gruppi di Goti che ivi si stabilirono. Gli Ostrogoti occuparono brevemente l'isola tra il 551 e il 552.
(Giovanni Francesco Fara, Chorographia Sardiniae)
Secondo un'altra interpretazione Goceano o Guttiánu deriva da gúttiu (goccia), ad indicare la ricchezza di sorgenti d'acqua.

## Storia

### Medioevo

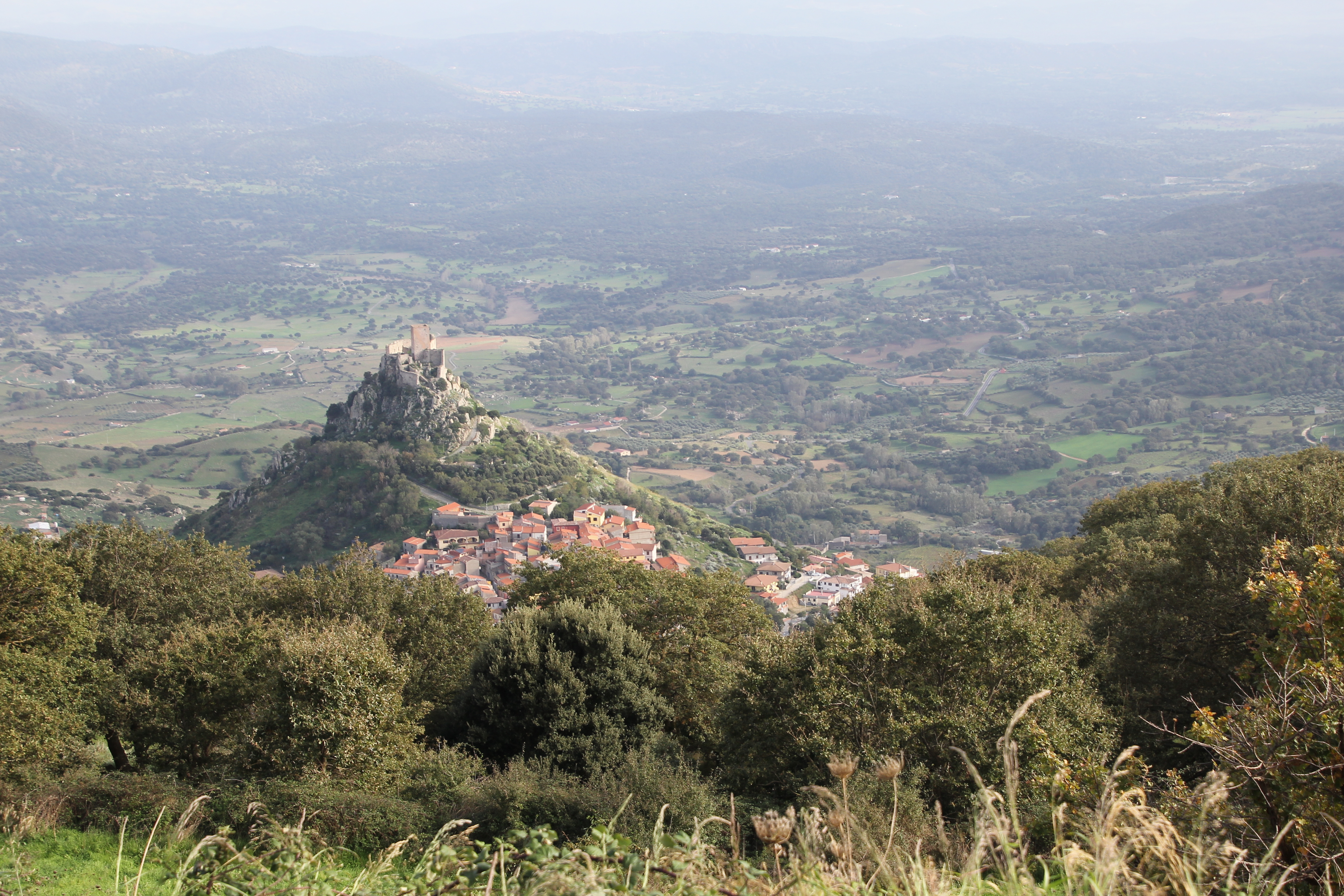
Il castello di Burgos

Il territorio è caratterizzato dalla presenza dell'omonimo castello. Il castello del Goceano ancora sovrasta il paese di Burgos. Costruito negli anni 1127-29 per volere del giudice Gonario II di Torres, sorge arroccato su una rupe granitica isolata e inaccessibile a nord e ad est. Al centro della spaziosa corte si erge la poderosa torre quadrata, visibile da lontano, che caratterizza il paesaggio circostante. Tra i castelli sardi è uno di quelli maggiormente ricchi di storia e uno tra i meglio conservati.
Nel 1194 fu prigioniera nel castello, ad opera di Guglielmo I Salusio IV, la giudicessa Prunisinda, moglie di Costantino II di Torres.
Nel 1233 il giudice di Gallura Ubaldo Visconti vi fece uccidere il giovanissimo cognato Barisone III di Torres.
Ma il personaggio più famoso che soggiornò per molti anni nella rocca è stata Adelasia di Torres, giudicessa del Logudoro, regina di Sardegna. La sovrana vi si trasferì dal palazzo di Ardara intorno al 1240, dopo la fine del suo matrimonio con Enzo di Svevia, e vi morì nel 1259 circa. Dopo la sua scomparsa senza eredi il castello passò ai Doria, poi agli Arborea e Mariano IV, padre di Eleonora, fu nominato nel 1338 conte del Goceano dal re d'Aragona Pietro il Cerimonioso; vi abitò per qualche tempo con la famiglia e fondò il paese di Burgos (Borgo di Goceano), promuovendo lo sviluppo della contea. .
Il maniero era considerato nel Trecento un del pus forts e honrats castel de Sardegna ("uno dei più forti e validi castelli della Sardegna"). 
Nel 1347 su ordine di Mariano IV vi venne sepolto Guillem de Cervellò, lo sfortunato Governatore Generale del Regno di Sardegna deceduto, per stenti, a seguito della battaglia di Aidu de Turdu (nei pressi di Torralba) combattuta nel mese di agosto di quell'anno da truppe sardo-genovesi che sconfissero un contingente di catalano-aragonesi rinforzato da milizie arborensi.
Nel 1410, dopo la guerra fra il regno di Sardegna ed il giudicato d'Arborea e la fine definitiva di quest'ultimo, alcune sue ex curatorie furono infeudate al discendente del giudice Ugone II, Leonardo Cubello, secondo la natura dei feudi d'Italia, inclusi la contea e il castello del Goceano con tutte le pertinenze, compreso il merum et mixtum imperium, cioè l'esercizio effettivo del potere giurisdizionale, nelle cause civili e penali.
Dopo che nel 1478 l'allora marchese di Oristano e conte del Goceano, Leonardo Alagon, si ribellò al re e ne fu definitivamente sconfitto, la corona incamerò al proprio patrimonio diretto i suoi feudi (acquistandoli dall'avente diritto, il visconte Guglielmo III di Narbona, nipote di Beatrice d'Arborea, sorella di Eleonora). Per un certo periodo Artaldo, figlio dell'ultimo marchese Leonardo Alagon si rinchiuse nel maniero con alcuni familiari per sfuggire agli aragonesi.  Dopo questo episodio il castello di Adelasia (come viene pure chiamato) rimase in mano degli spagnoli e, abbandonato, cadde in rovina.
Da allora i titoli di marchese di Oristano e conte del Goceano spettarono ai re di Sardegna, che li hanno sempre aggiunti ai propri, unici titoli feudali da loro posseduti nell'isola. Dopo il riscatto dei feudi, nel 1838, il titolo è rimasto al capo della casa reale di Savoia. È interessante notare che di questi titoli si sono fregiati i capi delle case che hanno regnato in Sardegna, come titoli nobiliari e non feudali, anche dopo la rinuncia alla corona di Sardegna: perciò oggi il rango di marchese di Oristano e conte del Goceano spetta sia a Vittorio Emanuele di Savoia che a Carlo d'Asburgo-Lorena ed a Filippo VI di Spagna.